# Ochrotrichia tenanga
Ochrotrichia tenanga är en nattsländeart som först beskrevs av Martin E. Mosely 1937.  Ochrotrichia tenanga ingår i släktet Ochrotrichia och familjen smånattsländor. Inga underarter finns listade i Catalogue of Life.